# Isola de Providencia
Providencia (Isla de Providencia) è un comune e un'isola della Colombia, facente parte del Dipartimento dell'Arcipelago di San Andrés, Providencia e Santa Catalina. Il territorio del comune comprende anche l'isola di Santa Catalina.
L'isola appartiene alla Colombia ed è in area caraibica. È lunga 7 km e larga 4 km ed è localizzata a 90 km a Nord di San Andrés. L'altura massima è di 360 m s.l.m.
Fu una delle prime colonie Puritane dagli inizi del 1630 a quelli del 1640. Questa colonia fu la sorella di ben più conosciute colonie nella baia del Massachusetts.